# 索贡
索贡（法語：Saugon，法語發音：[soɡɔ̃]）是法国吉伦特省的一个市镇，属于布莱区。

## 地理
索贡（45°10'41"N, 0°30'12"W）面积15.5 平方千米，位于法国新阿基坦大区吉倫特省，该省份为法国西南部沿海省份，是法國本土面积最大的省，北起滨海夏朗德省，西临大西洋，南至朗德省，东南接洛特-加龍省，东临多爾多涅省。
与索贡接壤的市镇（或旧市镇、城区）包括：雷尼亚克、圣萨万、康皮尼昂、热内拉克、圣克里斯托利-德布莱、圣吉龙代盖维韦。

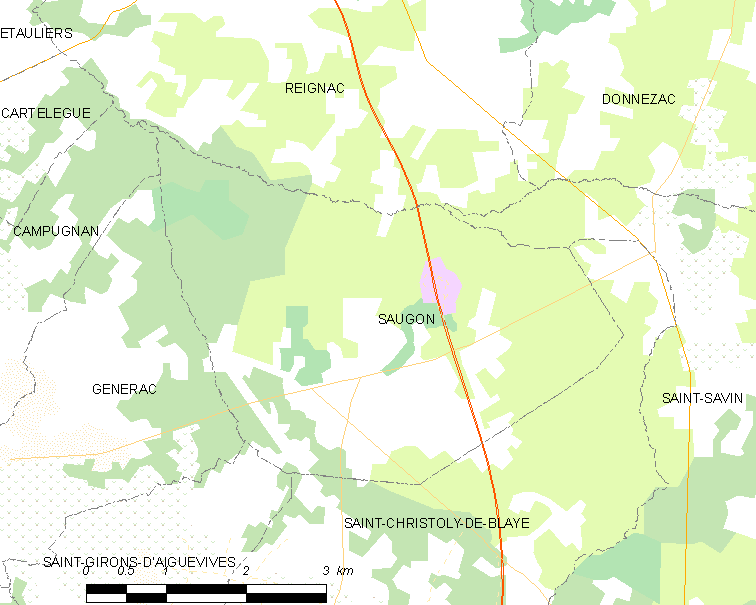
索贡的OSM定位图

索贡的时区为UTC+01:00、UTC+02:00（夏令时）。

## 行政
索贡的邮政编码为33920，INSEE市镇编码为33502。

## 政治
索贡所属的省级选区为北吉伦特县。

## 人口

1962-2008年间索贡人口变化图示

索贡于2022年1月1日时的人口数量为499人。